# Nippon Ishin no Kai
El Nippon Ishin no Kai (日本維新の会, Partit de la Restauració del Japó) és un partit polític japonés conservador i populista de dretes fundat l'any 2015, successor del partit del mateix nom fundat per Shintaro Ishihara. El partit té el seu nucli fundacional en el partit regional del Governador i de l'alcalde d'Osaka, el Partit de la Restauració.
El partit aposta per la descentralització i un govern limitat, i malgrat ha donat suport al Jiminto en algunes ocasions com en la reforma constitucional, s'erigeixen com a alternativa i oposició al control d'aquest sobre la política i la burocràcia japoneses, conegut com el sistema de 1955.

## Història
El partit va ser fundat en octubre de 2015 sota el nom d'Iniciatives des d'Osaka pel governador d'Osaka Ichirō Matsui i l'alcalde d'Osaka, Toru Hashimoto després que ells i els seus deixaren el Partit de la Innovació.
La seua primera contesa electoral va ser el 2016, en les eleccions a la Cambra de Consellers del Japó. El partit obtingué uns bons resultats a la regió de Kinki, assolint dos dels quatre escons de la demarcació electoral d'Osaka i ún dels tres escons de la demarcació de Hyogo. En les llistes nacionals, el partit romangué cinqué amb un 9,2 percent dels vots obtenint 4 escons dels 48 de la llista nacional. La majoria dels seus vots provenen d'Osaka i rodalia obtenint en aquesta prefectura el 34,9 percent dels vots i quedant primer, mentres que a Hyogo va quedar segon amb un 19,5 percent per darrere del PLD.
L'1 de novembre de 2020, en eixir derrotada la proposta d'Ichirō Matsui i el seu partit al referèndum sobre el projecte de metròpolis d'Osaka de 2020 per 17.167 vots, va anunciar que en acabar el seu mandat com a alcalde, previsiblement el 2023, abandonaria la política. Aquesta decisió ja l'havia anunciada abans que es fera el referèndum i sempre supeditada a la derrota de la seua proposta política.

## Resultats electorals

### Cambra de Representants
| Any  | Líder         | Vots      | %    | Pos. | Diputats | +/- | Govern   |
| ---- | ------------- | --------- | ---- | ---- | -------- | --- | -------- |
| 2017 | Ichirō Matsui | 3.387.097 | 6,07 | 6è   | 11 / 465 | Nou | Oposició |
| 2021 | Ichirō Matsui | 8,050,830 | 14.0 | 3r   | 41 / 465 | 30  | Oposició |
| 2024 | Nobuyuki Baba | 5,105,127 | 9.36 | 3r   | 38 / 465 | 3   | Oposició |

### Cambra de Consellers
| Any  | Líder                            | Vots      | %      | Pos. | Diputats | +/- | Govern   |
| ---- | -------------------------------- | --------- | ------ | ---- | -------- | --- | -------- |
| 2016 | Ichirō Matsui                    | 5,153,684 | 9,2%   | 5è   | 12 / 242 | Nou | Oposició |
| 2019 | Ichirō Matsui                    | 4,907,844 | 9.80%  | 4t   | 16 / 245 | 4   | Oposició |
| 2022 | Ichirō Matsui                    | 7,845,985 | 14.79% | 4t   | 21 / 248 | 5   | Oposició |
| 2025 | Hirofumi Yoshimura Seiji Maehara | 4,375,926 | 7.39%  | 5è   | 19 / 248 | 2   | Oposició |